# Hémonstoir

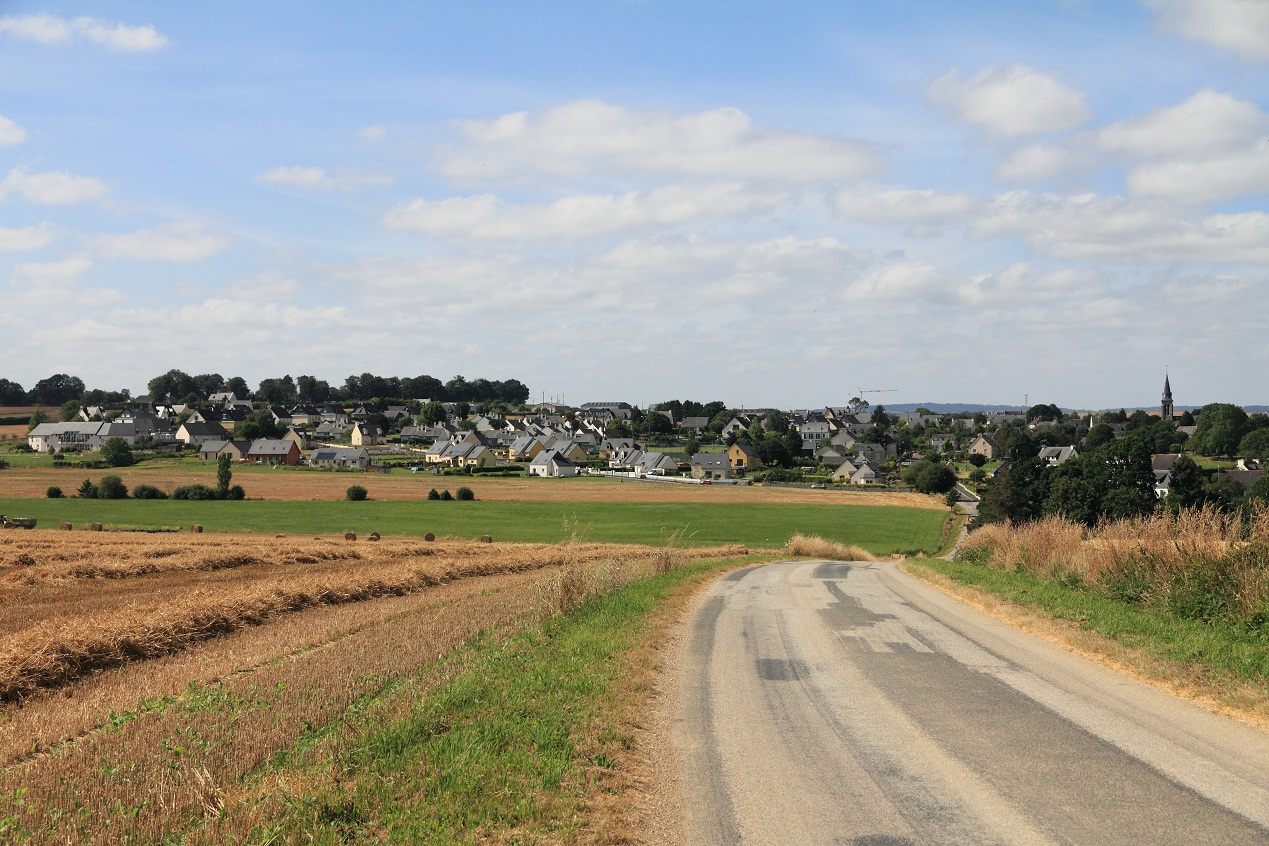
Hémonstoir

Hémonstoir (bretonisch: Henvoustoer) ist eine französische Gemeinde mit 708 Einwohnern (Stand: 1. Januar 2022) im Département Côtes-d’Armor in der Region Bretagne.

## Geographie
Umgeben wird Hémonstoir von den folgenden sechs Nachbargemeinden:
|                     | Saint-Caradec                               |                          |
| Saint-Connec        | Kompassrose, die auf Nachbargemeinden zeigt | Loudéac                  |
| Kergrist (Morbihan) | Saint-Gérand-Croixanvec (Morbihan)          | Saint-Gonnery (Morbihan) |

## Bevölkerungsentwicklung
| 1962 | 1968 | 1975 | 1982 | 1990 | 1999 | 2008 | 2012 | 2016 | 2020 |
| 467  | 470  | 561  | 676  | 671  | 639  | 660  | 698  | 717  | 724  |

## Baudenkmäler
Siehe: Liste der Monuments historiques in Hémonstoir